# St. Martin (Dietenheim)

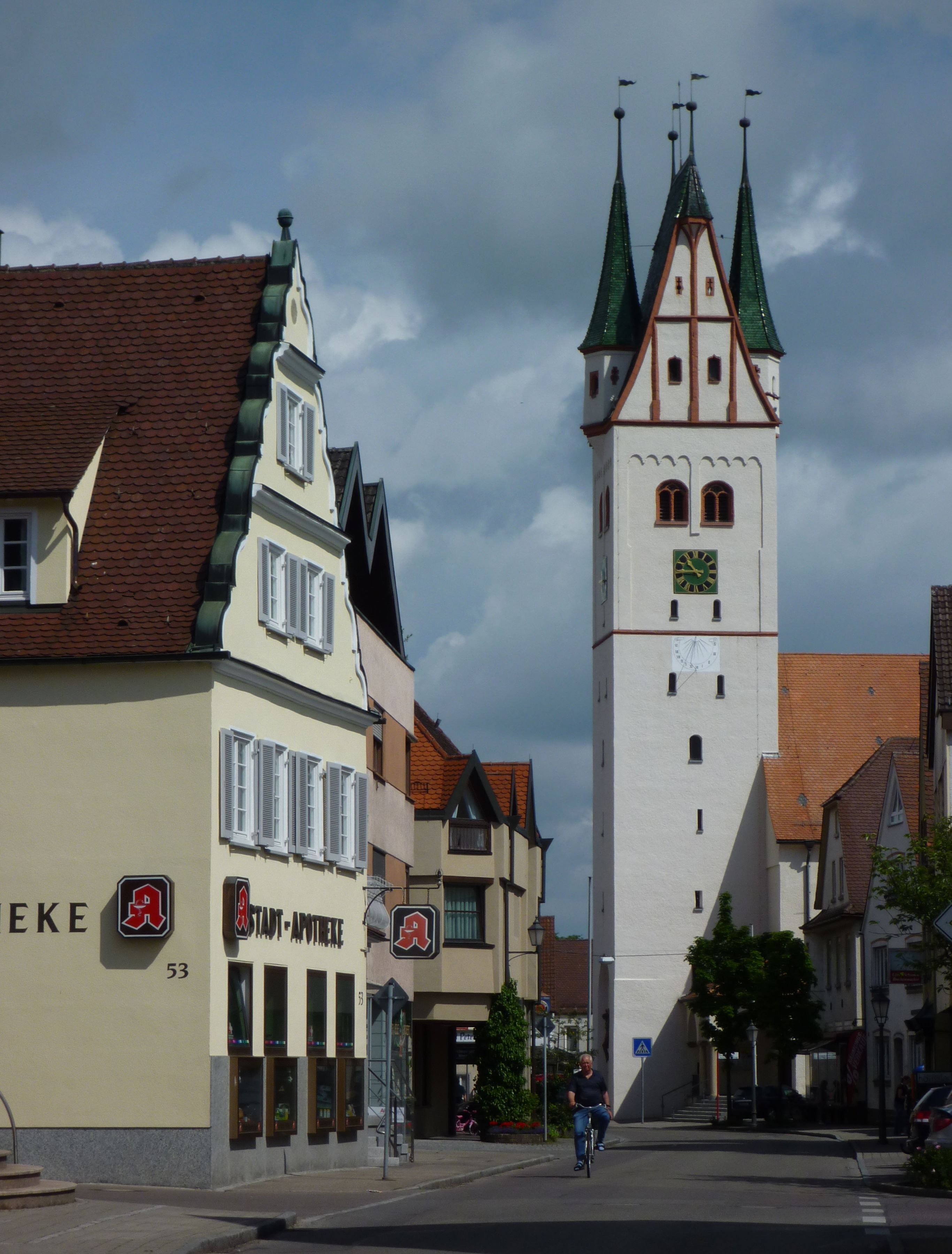
Dietenheim – Kirchturm St. Martin

Die römisch-katholische Pfarrkirche St. Martinus in Dietenheim am südöstlichen Rand des Alb-Donau-Kreises in Baden-Württemberg ist mit dem 45 Meter hohen Kirchturm das Wahrzeichen der Stadt.

## Geschichte
Der Bau der Kirche wurde in den Jahren 1589 bis 1590 im Auftrag von Philipp Eduard, Oktavian und Raimund Fugger durch die Brüder Jakob und Hieronymus Stoß durchgeführt. Im 17. Jahrhundert entwarf der Baumeister Konrad Stoß aus Augsburg den Turm. In den Jahren 1925 und 1926 wurden Renovierungsarbeiten durchgeführt und der Innenraum umgebaut sowie Seitenschiffe angefügt. Am 22. März 1926 weihte Bischof Paul Wilhelm von Keppeler die vergrößerte Kirche neu, die heute bis zu 500 Gläubigen Platz bietet. Die Orgel mit ihren 38 Registern stammt aus dem Jahr 1952. Eine Kassettendecke ersetzte 1977 die Holzdecke.

## Innenausstattung

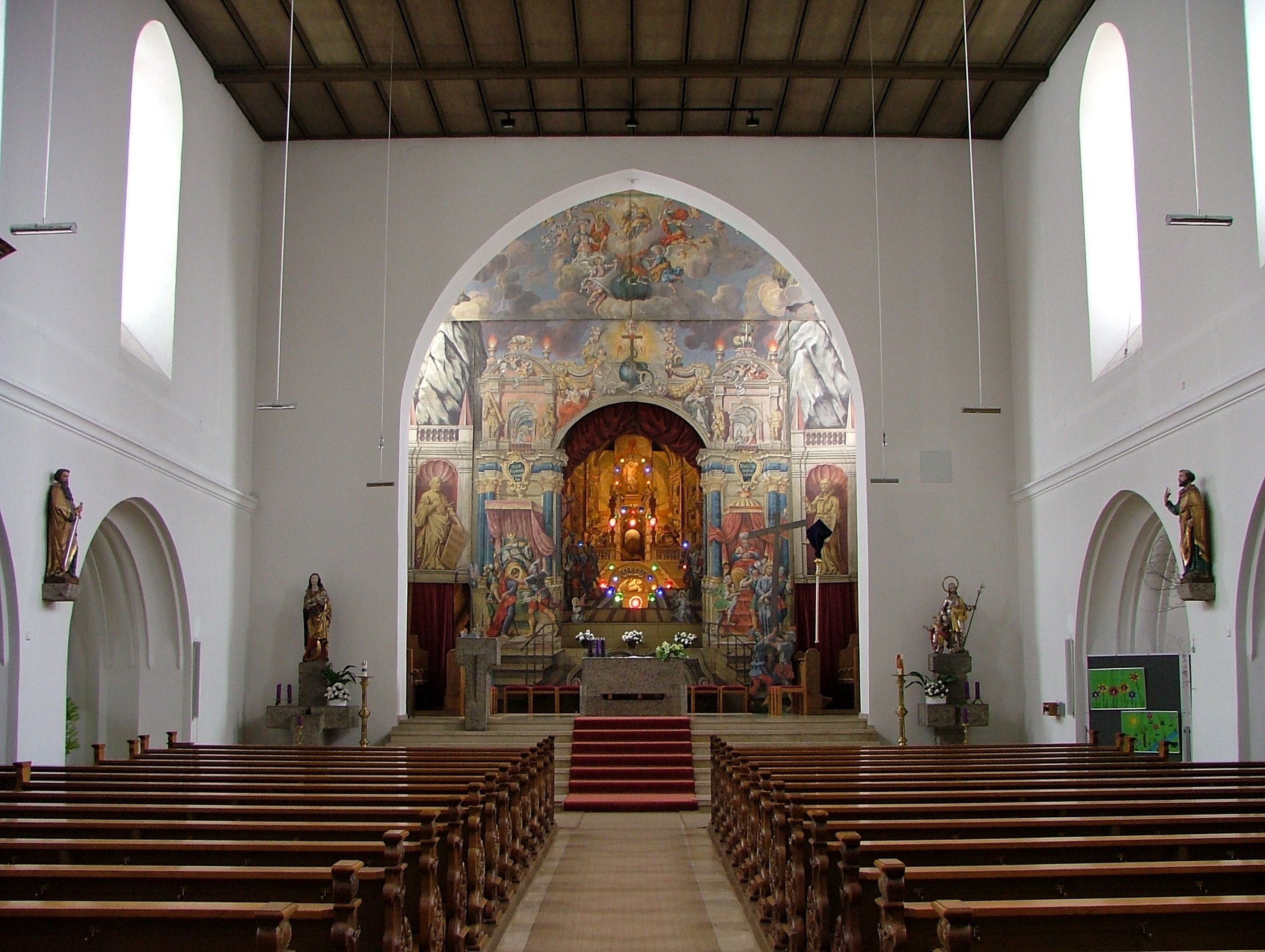
Heiliges Grab in Dietenheim

Die Kirche besitzt eine schöne Sammlung aus Figuren und Kunstwerken, die zum Teil noch aus der früheren und alten Kirchenausstattung stammen:
- Dietenheimer Madonna um 1480
- Kreuzigungsgruppe um 1560/1680
- Kanzel von 1682
- Beweinung Christi um 1720 von Dominikus Hermengild Herberger
- Apostelfigur Judas Thaddäus von Herberger um 1728
- Spätgotische Reliefs um 1520
- Neugotische Relieftafeln und Apostelfiguren.

In der Kirche befindet sich ein Heiliges Grab, das von 1712 stammt und eines der letzten erhaltenen Beispiele barocker Heiliger Gräber ist. Es wird jährlich drei Wochen vor Ostern in der Pfarrkirche aufgebaut.

## Pfarrgemeinde
Die katholische Gemeinde verfügt über die 1589 erbaute Pfarrkirche St. Martinus sowie die 1841 erbaute Pfarrkirche St. Johannes Baptista in Regglisweiler. Sie gehören zur Seelsorgeeinheit Dietenheim-Illerrieden im Dekanat Ehingen-Ulm.